# 1900–1901-es északír labdarúgó-bajnokság (első osztály)
Az 1900–1901-es Irish League volt a 11. alkalommal megrendezett, legmagasabb szintű labdarúgó-bajnokság Észak-Írországban. A szezonban 6 klubcsapat vett részt.
A címvédő a Belfast Celtic volt. A bajnokságot a Lisburn Distillery csapata nyerte meg.

## Tabella
| Hely. | Csapat             | M  | Gy | D | V | G+ | G– | Gk  | P  | Továbbjutás vagy kiesés |
| ----- | ------------------ | -- | -- | - | - | -- | -- | --- | -- | ----------------------- |
| 1.    | Lisburn Distillery | 10 | 7  | 2 | 1 | 33 | 10 | +23 | 16 | A szezon bajnoka        |
| 2.    | Glentoran          | 10 | 7  | 1 | 2 | 24 | 13 | +11 | 15 |                         |
| 3.    | Belfast Celtic     | 10 | 4  | 2 | 4 | 13 | 13 | 0   | 10 |                         |
| 4.    | Cliftonville       | 10 | 3  | 4 | 3 | 17 | 18 | −1  | 10 |                         |
| 5.    | Linfield           | 10 | 3  | 2 | 5 | 10 | 12 | −2  | 8  |                         |
| 6.    | Derry Celtic       | 10 | 0  | 1 | 9 | 12 | 43 | −31 | 1  |                         |

## Meccstáblázat
| Hazai \ Vendég     | CEL | CLI | DCE | DIS | GLT | LIN |
| ------------------ | --- | --- | --- | --- | --- | --- |
| Belfast Celtic     | —   | 1–1 | 6–2 | 1–1 | 1–0 | 1–0 |
| Cliftonville       | 1–0 | —   | 3–3 | 3–4 | 2–4 | 0–0 |
| Derry Celtic       | 0–1 | 2–3 | —   | 0–6 | 2–4 | 1–4 |
| Lisburn Distillery | 4–1 | 1–1 | 9–0 | —   | 3–1 | 3–0 |
| Glentoran          | 3–1 | 3–1 | 3–1 | 3–1 | —   | 0–0 |
| Linfield           | 1–0 | 0–2 | 4–1 | 0–1 | 1–3 | —   |